# Бальтазар Карлос
Бальтазар Карлос Габсбург (Австрийский) (исп. Baltasar Carlos de Austria; 17 октября 1629, Мадрид — 9 октября 1646, Сарагоса) — принц Астурийский, наследник испанского престола, сын короля Филиппа IV и его первой жены Изабеллы Бурбонской. Представитель испанской ветви Габсбургов.

## Биография
Был сыном Филиппа IV и его первой жены Изабеллы Бурбонской. Инфант был крещён 4 ноября 1629 года в церкви Сан-Хуан-Баутиста Мадрида инфантой Марией и принцем Карлосом (дядей и тётей новорожденного). Держала младенца Инес де Суньига и Веласко, графиня Оливарес (жена влиятельного графа-герцога Оливареса). 7 марта в 1632 году на церемонии в церкви Эронимо-эль-Реаль в Мадриде официально был объявлен наследником престола.
В 1646 году Филипп IV попросил руку 11-летней Марианны Австрийской для своего 16-летнего наследника у императора Священной Римской империи. Фердинанд III согласился на такое предложение, видя в союзе выгоды после Вестфальского мира и укрепление двух ветвей рода Габсбургов. Бальтазар Карлос 20 июля в 1646 году признался духовному наставнику отца Марии Агредской, что рад помолвке с кузиной, которую пусть никогда и не видел: «Я самый счастливый в мире человек после помолвки. Нет лучше невесты, чем эрцгерцогиня!». Невеста инфанта была дочерью Марии Анны Испанской и родной племянницей Филиппу IV.
После Сегадорского восстания в Каталонии в 1640 году король рассчитывал завоевать арагонцев, чтобы получить деньги на ведение войны. Одна из мер заключалась в приведении принца Бальтазара к присяге Королевства Арагон. 20 августа 1645 года в Соборе Ла Сео была проведена присяга 16-летнего принца.
Принц Бальтазар отправился на север Испании в 1646 году, чтобы отпраздновать присягу принца Наварры. При остановке в Памплоне принц серьёзно заболел и был перевезён в Сарагосу, где и скончался 9 октября 1646 года. Врачи, лечившие его, диагностировали оспу, потом выдвигали предположение о венерическом заболевании, хотя сейчас считают, что вероятной причиной его смерти был перитонит.
Смерть наследника вызвала серьёзный династический кризис в Испании. Единственной наследницей престола стала 8-летняя инфанта Мария Терезия. Опасавшийся смуты из-за отсутствия наследника мужского пола Филипп IV решил вновь жениться, поскольку его жена умерла в 1644 году. Император Фердинанд III предложил ему в жёны свою дочь Марианну. 30 января 1647 года решение о династическом браке было официально объявлено. Вследствие дегенерации и редукции предков из-за практики близкородственных союзов в роду Габсбургов у Филиппа IV и Марианны родился болезненный наследник Карл II, ставший последним представителем дома Габсбургов на испанском престоле. С его кончиной разразилась Война за испанское наследство.

## Галерея
Бальтазар Карлос на портретах работы Веласкеса:

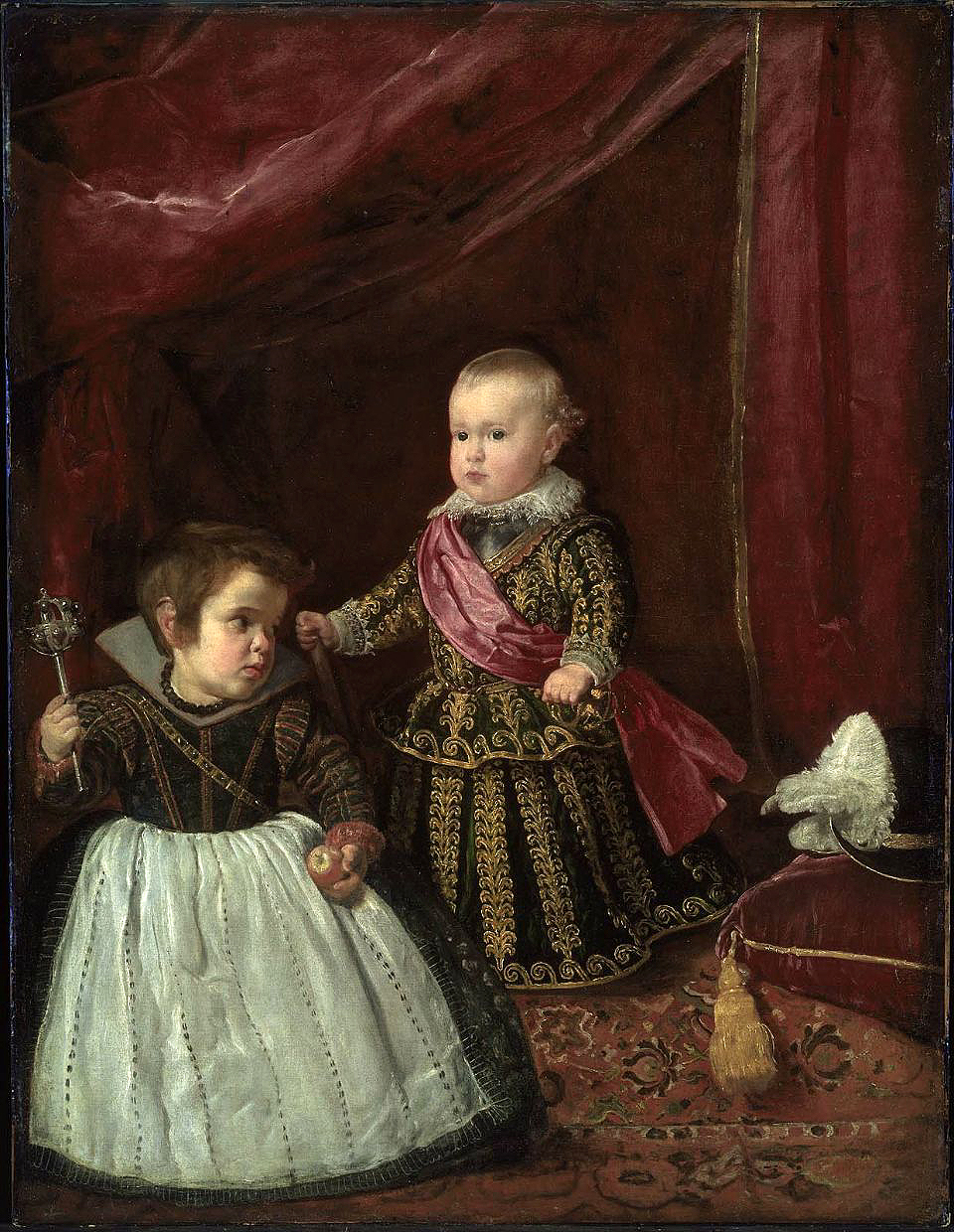
«Портрет инфанта Бальтазара Карлоса с карликом», Веласкес, 1631, Музей изящных искусств, Бостон
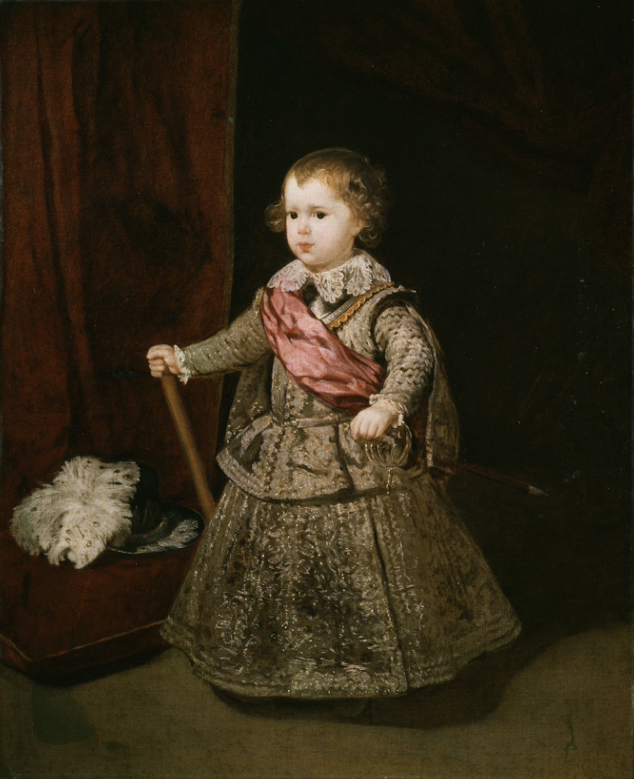
«Портрет Бальтазара Карлоса», Веласкес
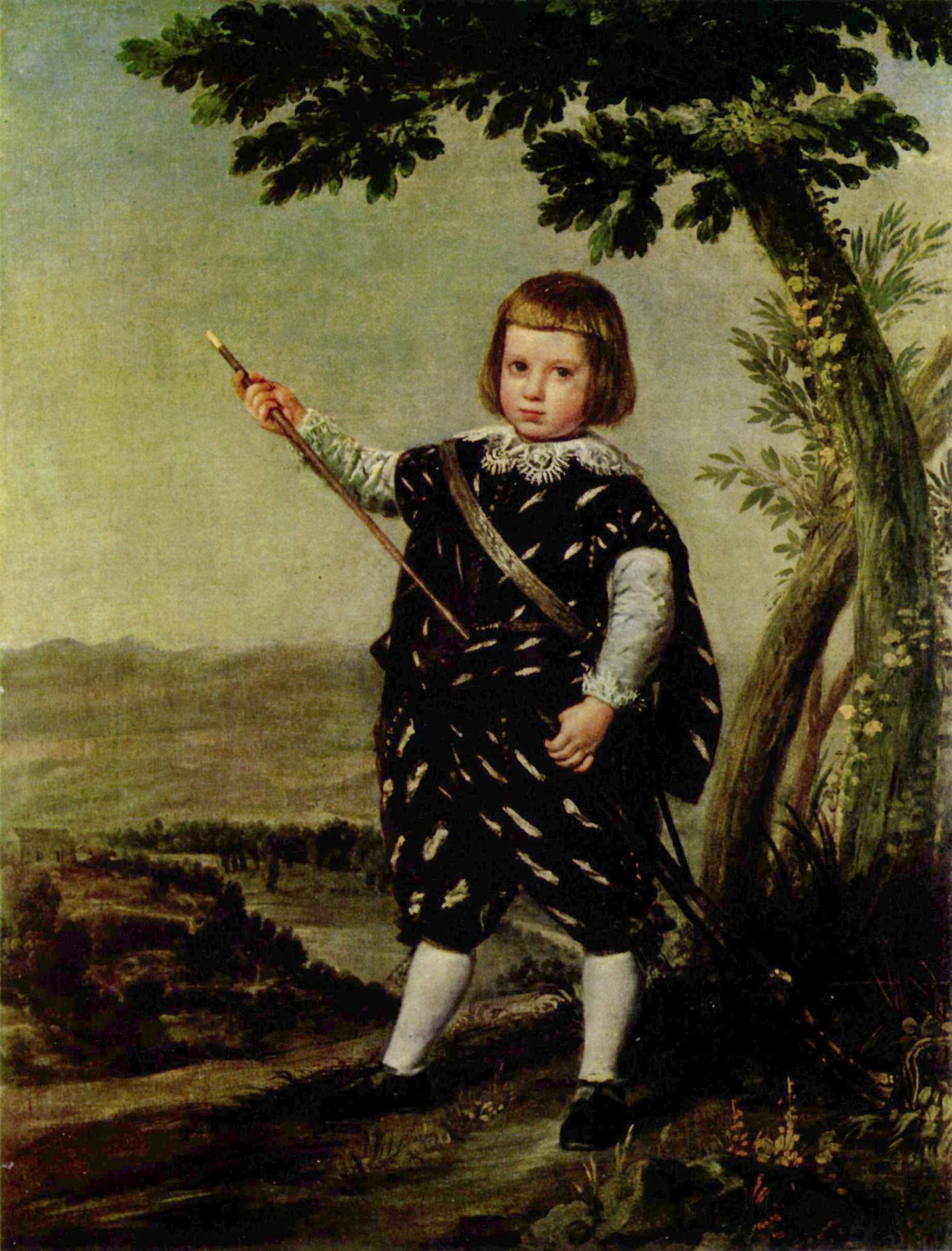
«Портрет инфанта Бальтазара Карлоса», Хуан Баутиста Мартинес дель Масо, 1635
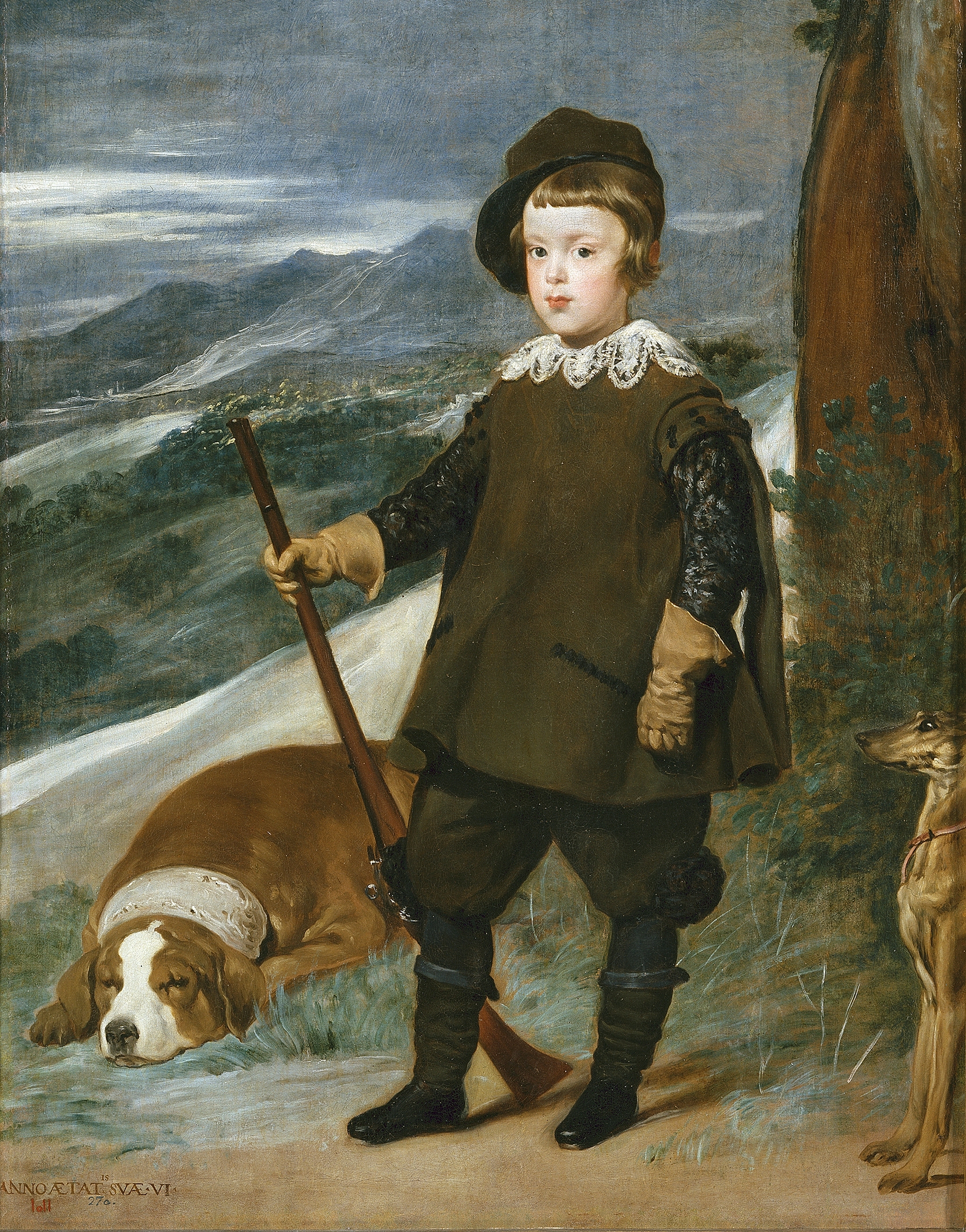
«Портрет принца Бальтазара Карлоса в охотничьем костюме» (1635), Веласкес
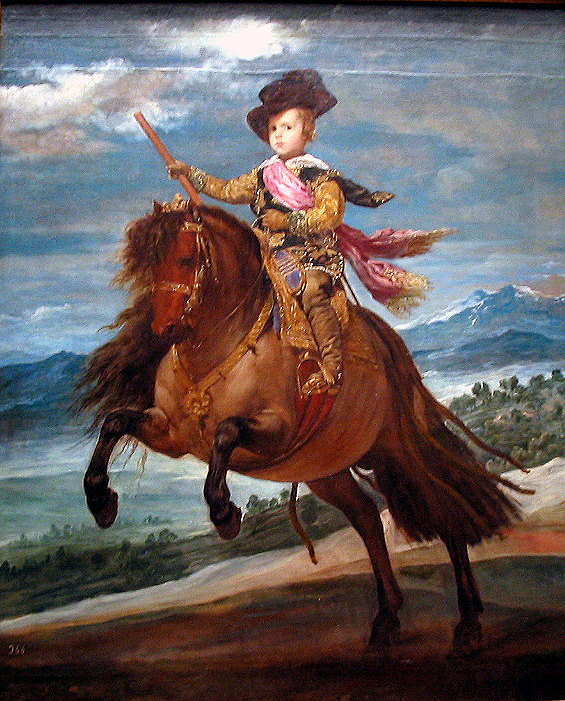
«Конный портрет принца Бальтазара Карлоса.»  1635 год. Веласкес
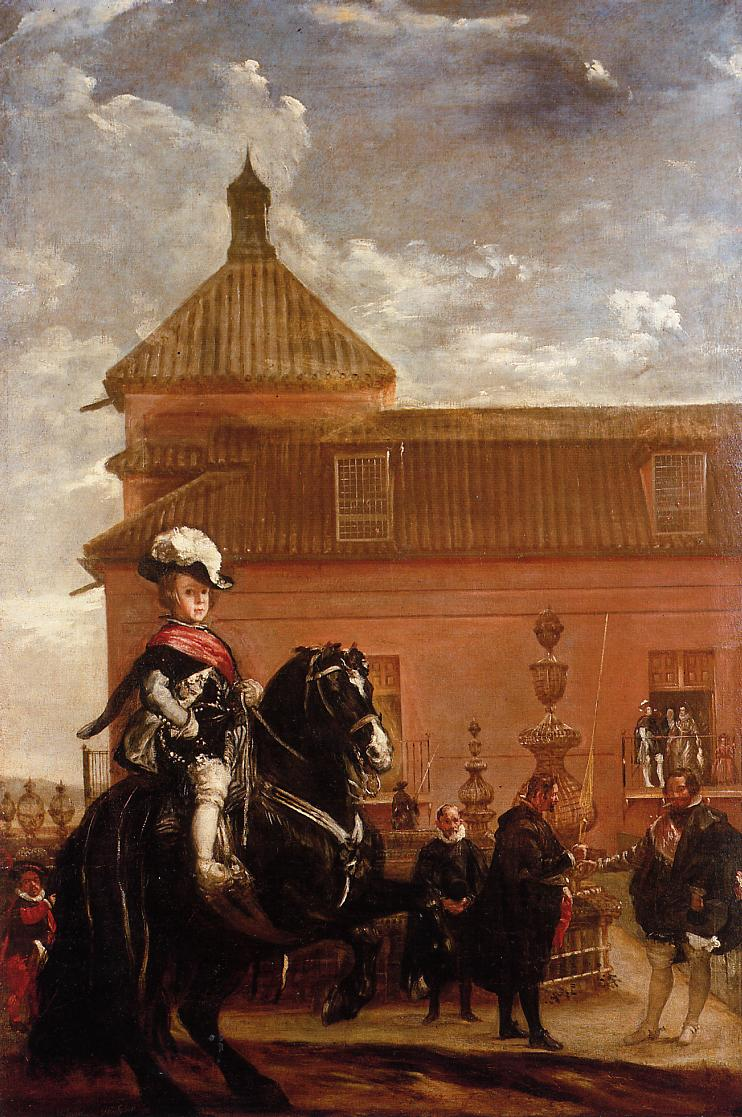
«Принц Бальтазар Карлос в школе верховой езды» 1636 – 1637. Веласкес
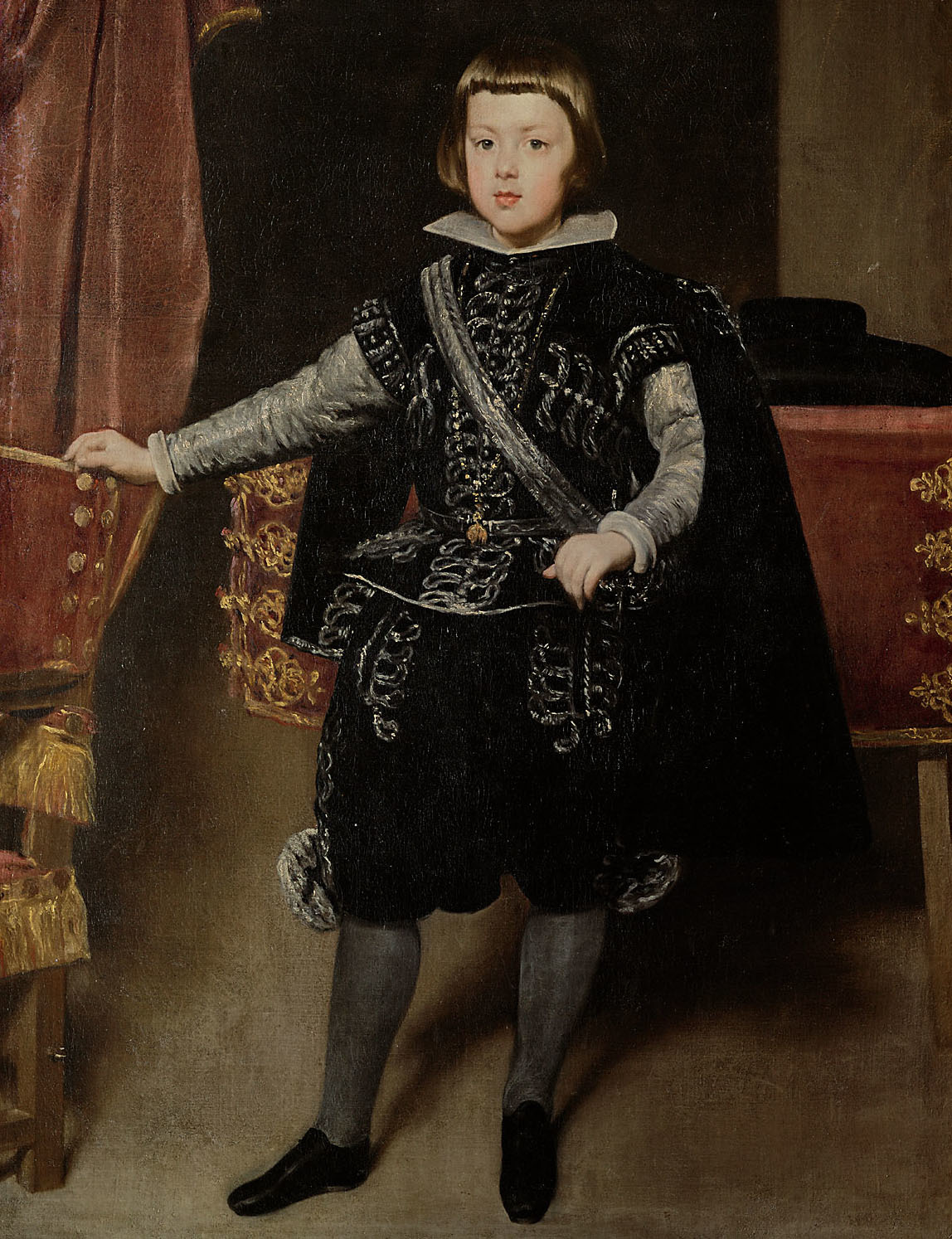
1640 год. Веласкес